# Edgar Perseke

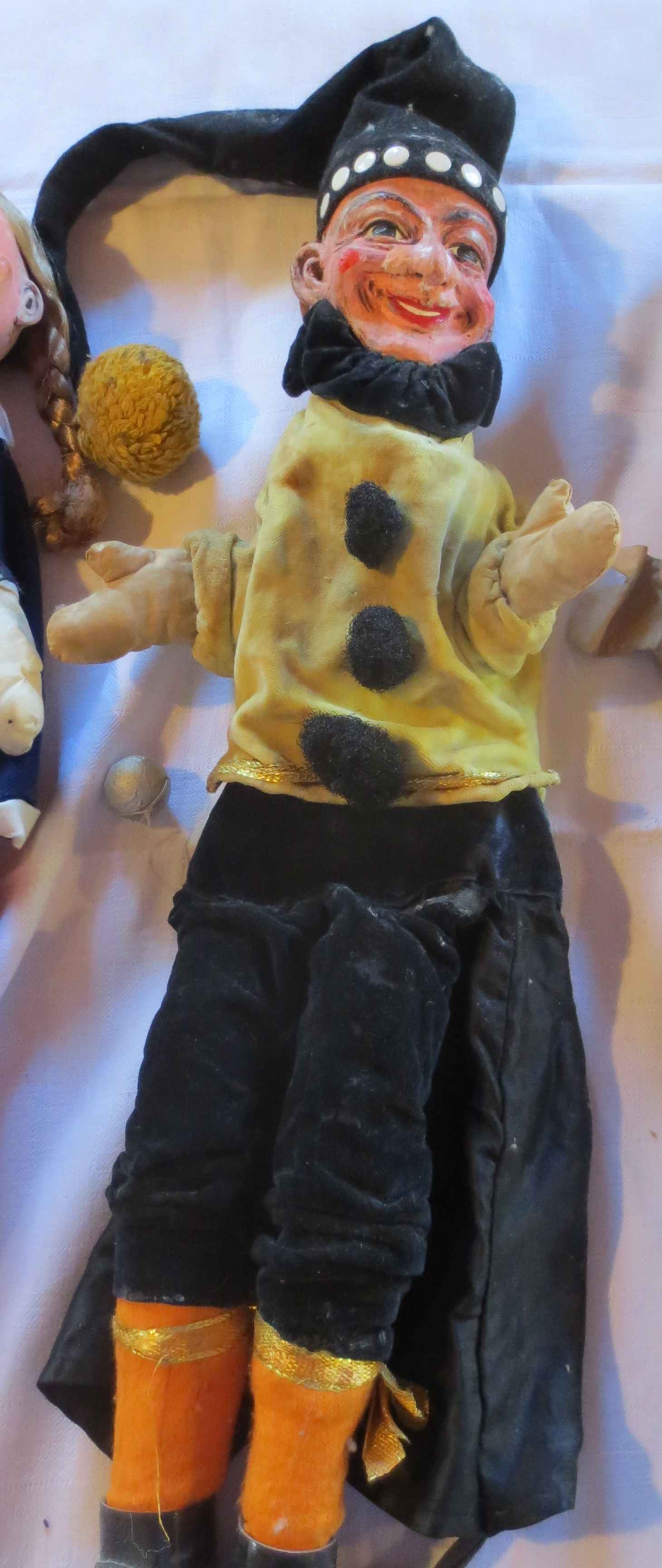
Aachener Kasperle von Edgar Perseke

Edgar Arthur Perseke (* 11. August 1893 in Lodz; † 29. August 1978 in Aachen) war ein deutscher Schullehrer und Puppenspieler.

## Leben
Nach dem Examen im Jahre 1920 wurde Perseke zunächst Hauslehrer im Schloss des Grafen von Hochberg, Fürsten von Pleß in der ostoberschlesischen Kreisstadt Pless. 1927 kam er als Lehrer nach Millich / Hückelhoven im Kreis Heinsberg. 1938 wurde er schließlich Lehrer in Aachen.
In Aachen gründete er die Bühne Aachener Kasperle, aus der nach seinem Tod der Verein Aachener Kasperle e. V. hervorging. Perseke war auch der „Vater“ des Verkehrskaspers, den er 1956 zusammen mit dem Heimatdichter Will Hermanns ins Leben rief. Im Jahr 1970 erreichte er mit seiner Bühne den dritten Platz beim internationalen Puppentheater-Festival Pupteatra Internacia Festivalo in Esperanto / International Puppet Theatre Festival – PIF in Zagreb. Er war Ehrenvorsitzender der Rheinischen Arbeitsgemeinschaft für Puppenspiel im Bezirk Aachen e. V. Im Nachruf der Aachener Nachrichten wurde Perseke als der älteste aktive Puppenspieler Europas bezeichnet.